# Claparedepelogenia inclusa
Claparedepelogenia inclusa är en ringmaskart som först beskrevs av Jean Louis René Antoine Édouard Claparède 1868.  I den svenska databasen Dyntaxa används istället namnet Psammolyce inclusa. Enligt Catalogue of Life ingår Claparedepelogenia inclusa i släktet Claparedepelogenia och familjen Sigalionidae, men enligt Dyntaxa är tillhörigheten istället släktet Psammolyce och familjen Sigalionidae. Arten har ej påträffats i Sverige. Inga underarter finns listade i Catalogue of Life.